# موريس ماسون
موريس ماسون (بالإنجليزية: Maurice Mason)‏ (25 يونيو 1927 في المملكة المتحدة - 1 يونيو 2008) هو لاعب كرة قدم بريطاني في مركز مهاجم داخلي. لعب مع هدرسفيلد تاون وBlackhall Colliery Welfare F.C. ‏ ودارلينجتون إف سى.